# Loris Boni
Loris Boni (Remedello, 14 gennaio 1953) è un allenatore di calcio ed ex calciatore italiano, di ruolo centrocampista.

## Caratteristiche tecniche
Mediano di buone qualità agonistiche, capace di supportare il centrocampo tanto in fase propulsiva quanto in quella di contenimento, svolgendo compiti di raccordo.

## Carriera

Boni in allenamento con la Roma nella seconda metà degli anni 70

Cresciuto nel Mocchetti, formazione di San Vittore Olona, passa poi alla Solbiatese, società con la quale esordisce in Serie C a 17 anni.
Viene acquistato nel 1971 dalla Sampdoria, nelle cui file fa il suo esordio in Serie A un paio di mesi prima di compiere 19 anni. Nel primo anno di permanenza nella massima serie si rivela fra i giovani più interessanti del torneo, guadagnandosi anche la maglia azzurra; rimane famosa una sua rete segnata all'Inter, a Milano, in una partita terminata 4-4.
Nella stagione 1972-1973 segna il gol decisivo nella vittoriosa trasferta contro il Torino che sancisce la salvezza della squadra ligure, condannando alla retrocessione l'Atalanta al termine di un testa a testa durato fino all'ultima giornata.
Nell'estate 1975 passa alla Roma per 800 milioni di lire, ma in giallorosso non riesce a ripetere la positiva esperienza in blucerchiato. Se nel club genovese era stato per quattro stagioni cursore infaticabile del centrocampo, nella capitale non riesce a dare il meglio di sé. L'allenatore Nils Liedholm, dopo averlo inizialmente provato come tornante, lo riporta nel suo ruolo naturale di mediano, ma senza apprezzabili risultati; non va meglio con l'arrivo in panchina di Gustavo Giagnoni.
Nell'arco di quattro stagioni non riesce mai a trovare la rete in campionato, ma realizza il gol del decisivo 2-0 che permette alla sua squadra di eliminare gli svedesi dell'Öster nei sedicesimi di finale della Coppa UEFA 1975-1976, competizione nella quale gioca tutte le sei partite del cammino romanista.
Viene ceduto al Pescara in vista del campionato di Serie A 1979-1980, al termine del quale la società abruzzese si classifica all'ultimo posto, retrocedendo in Serie B. Boni disputa 23 gare sia nel torneo in massima serie che nella successiva stagione in seconda divisione. A seguire gioca altri due campionati in B con la maglia della Cremonese, poi scende in Serie C a Novara e Legnano, prima di chiudere nell'Interregionale con il Fanfulla di Lodi e dedicarsi all'attività di allenatore, svolta prevalentemente nelle serie dilettantistiche.
In carriera ha totalizzato complessivamente 208 presenze e 5 reti in Serie A e 63 presenze e una rete in Serie B.
Allenatore e Dirigente
Nel 2014  ha allenato il Legnano , è stato osservatore del Milan

## Palmarès

### Allenatore
- Campionato Nazionale Dilettanti: 1

Montichiari: 1998-1999 (girone C)